# Longchamp (Alt Marne)
Longchamp és un municipi francès situat al departament de l'Alt Marne i a la regió del Gran Est. L'any 2007 tenia 81 habitants.

## Demografia

### Població
El 2007 la població de fet de Longchamp era de 81 persones. Hi havia 35 famílies de les quals 8 eren unipersonals (4 homes vivint sols i 4 dones vivint soles), 9 parelles sense fills, 9 parelles amb fills i 9 famílies monoparentals amb fills.
La població ha evolucionat segons el següent gràfic:
Habitants censats

### Habitatges
El 2007 hi havia 43 habitatges, 34 eren l'habitatge principal de la família, 5 eren segones residències i 4 estaven desocupats. Tots els 43 habitatges eren cases. Dels 34 habitatges principals, 30 estaven ocupats pels seus propietaris i 3 estaven llogats i ocupats pels llogaters; 1 tenia dues cambres, 1 en tenia tres, 9 en tenien quatre i 23 en tenien cinc o més. 28 habitatges disposaven pel capbaix d'una plaça de pàrquing. A 10 habitatges hi havia un automòbil i a 19 n'hi havia dos o més.

### Piràmide de població
La piràmide de població per edats i sexe el 2009 era:
| Homes | Edats   | Dones |
| ----- | ------- | ----- |
| 0     | 95 o +  | 0     |
| 0     | 90 a 94 | 0     |
| 0     | 85 a 89 | 0     |
| 0     | 80 a 84 | 0     |
| 0     | 75 a 79 | 0     |
| 4     | 70 a 74 | 0     |
| 4     | 65 a 69 | 8     |
| 0     | 60 a 64 | 0     |
| 4     | 55 a 59 | 0     |
| 4     | 50 a 54 | 0     |
| 4     | 45 a 49 | 4     |
| 4     | 40 a 44 | 0     |
| 0     | 35 a 39 | 4     |
| 0     | 30 a 34 | 4     |
| 0     | 25 a 29 | 0     |
| 4     | 20 a 24 | 0     |
| 0     | 15 a 19 | 0     |
| 4     | 10 a 14 | 4     |
| 0     | 5 a 9   | 4     |
| 0     | 0 a 4   | 0     |

## Economia
El 2007 la població en edat de treballar era de 47 persones, 34 eren actives i 13 eren inactives. De les 34 persones actives 31 estaven ocupades (19 homes i 12 dones) i 3 estaven aturades (3 dones i 3 dones). De les 13 persones inactives 5 estaven jubilades, 5 estaven estudiant i 3 estaven classificades com a «altres inactius».
Activitats econòmiques
Dels 2 establiments que hi havia el 2007, 1 era d'una empresa de fabricació d'altres productes industrials i 1 d'una empresa de construcció.
L'únic servei als particulars que hi havia el 2009 era un guixaire pintor.
L'any 2000 a Longchamp hi havia 4 explotacions agrícoles.

## Poblacions més properes
El següent diagrama mostra les poblacions més properes.